# ボロホヴォ
座標: 北緯54度05分37秒 東経37度49分06秒 / 北緯54.0936度 東経37.8183度

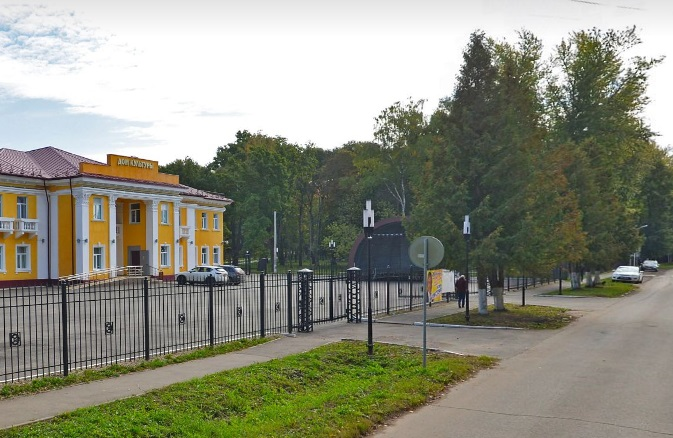

ボロホヴォ（ロシア語: Болохово、ラテン文字表記の例: Bolokhovo）は、ロシアのトゥーラ州にある町。人口は9,339人（2021年）。州都トゥーラから南東へ20km、キレーエフスクからは西へ20km。ウパ川の支流オレン川に沿う。

## 歴史
1580年代には貴族ボルホフスキー家がボロホヴォの場所にあった村を領地としていた。19世紀にはボロホフカという地名がよく使われるようになっていた。
1934年にモスクワ褐炭炭田の最大級の褐炭炭鉱が近くに開業し、村の名をとってボロホフスキー炭鉱と名付けられた。同年、炭鉱近くに作られた炭鉱町は都市型集落となり、1943年にはボロホヴォの名で市に昇格した。

## 産業と交通
1990年代に褐炭採掘が終了したが、市内には機械工業（食品工業や鉄道のための機械製作）、プラスチック工場、家具工場などの工場があり、雇用は完全になくなってはいない。
1874年に開業したヴャジマ＝トゥーラ＝ウズロヴァヤ＝リャジスク間の鉄道沿線にある。